# تيد هنري
تيد هنري (بالإنجليزية: Ted Henry)‏ هو صحفي أمريكي، ولد في 1946 في كانتون في الولايات المتحدة.